# 汝矣島
汝矣島（：／ Yeoui do */?）是位於韓國漢江上的一個小島，面積8.4平方公里，現屬首爾特別市永登浦區。汝矣岛是韩国交易所和韩国金融投资协会的所在地，为首尔的金融与投资中心，被誉为“韩国华尔街”，是該国地价最昂贵的地段之一。该岛也是许多大型企業（如LG集团、KBS）的总部所在地。此外，國會議事堂、大韓生命63大廈、首尔国际金融中心亦設於該島上。
汝矣岛是韩国著名的樱花观赏地。汝矣岛轮中路经国会议事堂至KBS前的大道两旁种满了樱花，被称为“樱花道”，长达10公里。早春时节樱花怒放时，“樱花道”会形成一条壮观的“樱花隧道”。岛上建有包括汝矣島公園、汉江公园在内的5个公园，亦是休闲赏花的好去处。

## 历史
汝矣岛在朝鲜王朝时期还是一个无人居住的小岛。汉江发洪水的时候，小岛的大部分地方都会被淹没，故名“汝矣岛”。1916年起，汝矣岛开始被日本人用来当做飞机跑道。从日本学成归国的韩国首位飞行员安昌男曾于1922年12月10日在汝矣岛进行了历史性的试飞，成为民族英雄。1924年，汝矣岛被扩建成首爾的首座機場。汝矣岛机场起落国际、国内航班也是军事机场，同时也是一所航空学校的所在地。

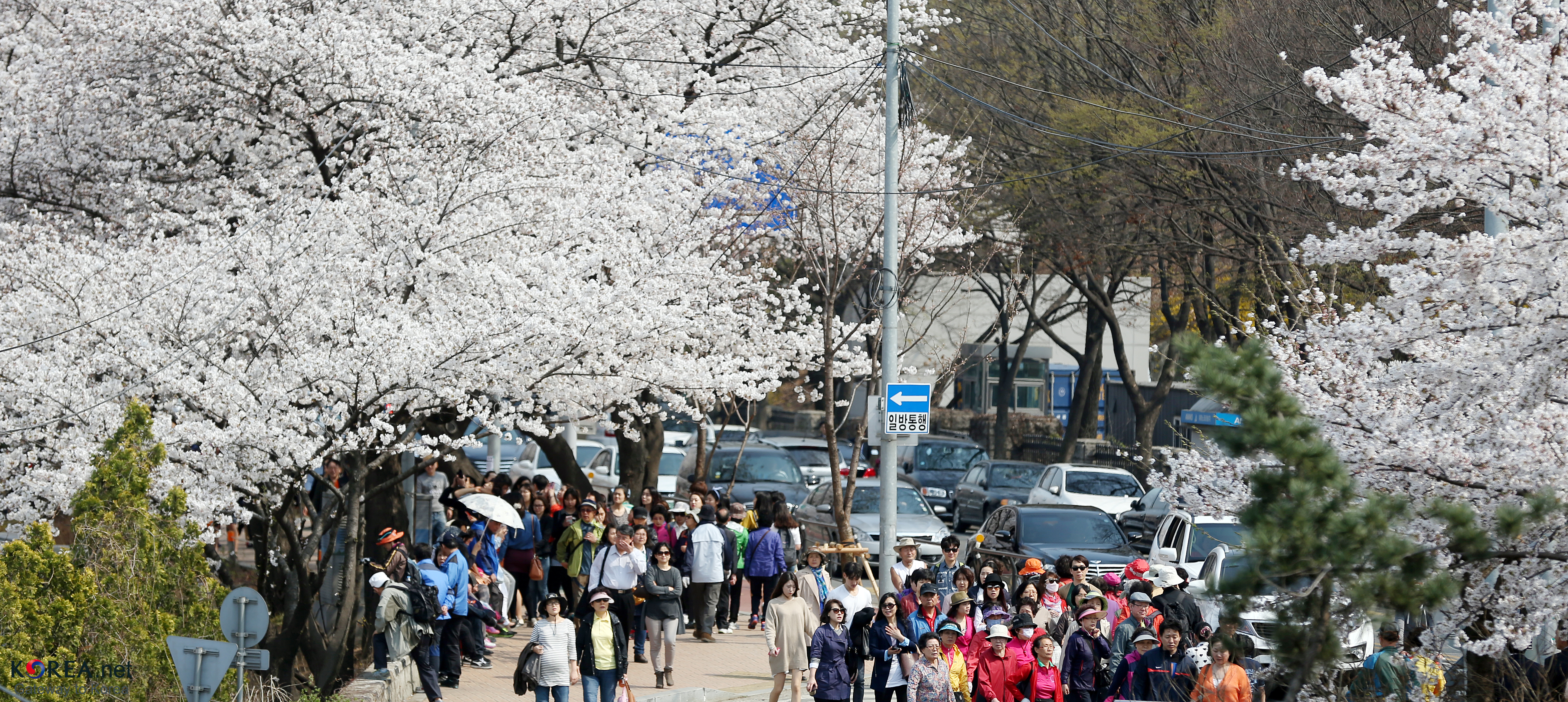
汝矣岛上的樱花

1970年5月，連接汝矣島及麻浦區龍江洞的麻浦大橋作为朴正熙政府汉江工程的一部分正式竣工。1971年，汝矣岛机场停用，取而代之的是林立的高楼大厦。1975年，國會議事堂自太平路遷至該島上（原址現改為首爾特別市議會）。1979年，韓國證券交易所亦由明洞搬移至此。

## 交通
換乘中心
- 汝矣島換乘中心（朝鲜语：여의도환승센터）

地鐵
- ●首都圈電鐵5號線 - 汝矣島站、汝矣渡口站
- ●首爾地鐵9號線 - 國會議事堂站、汝矣島站、賽江站
- ●首爾輕電鐵新林線 - 賽江站

## 相册

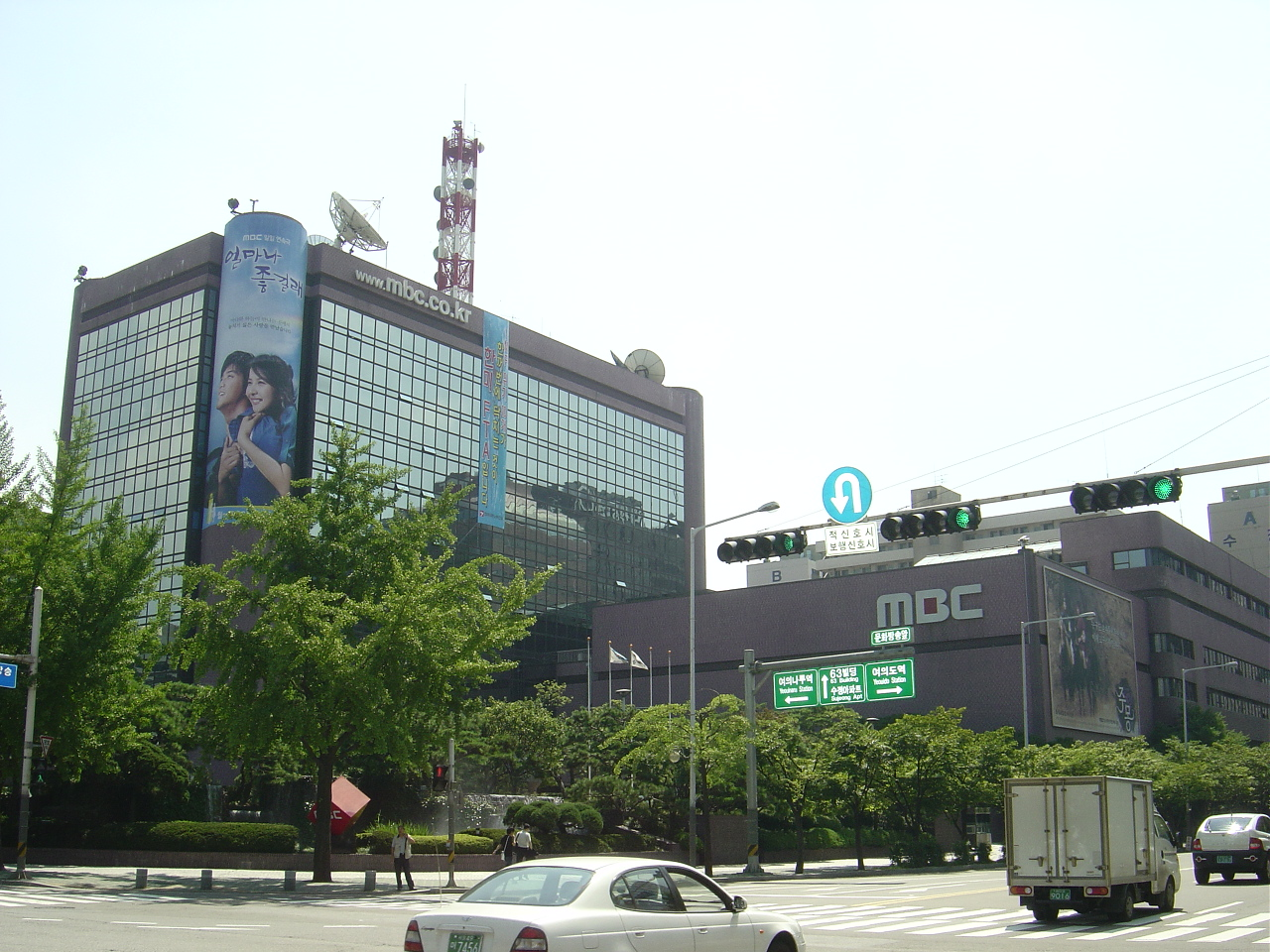
MBC廣播電視中心（舊總部）建築群
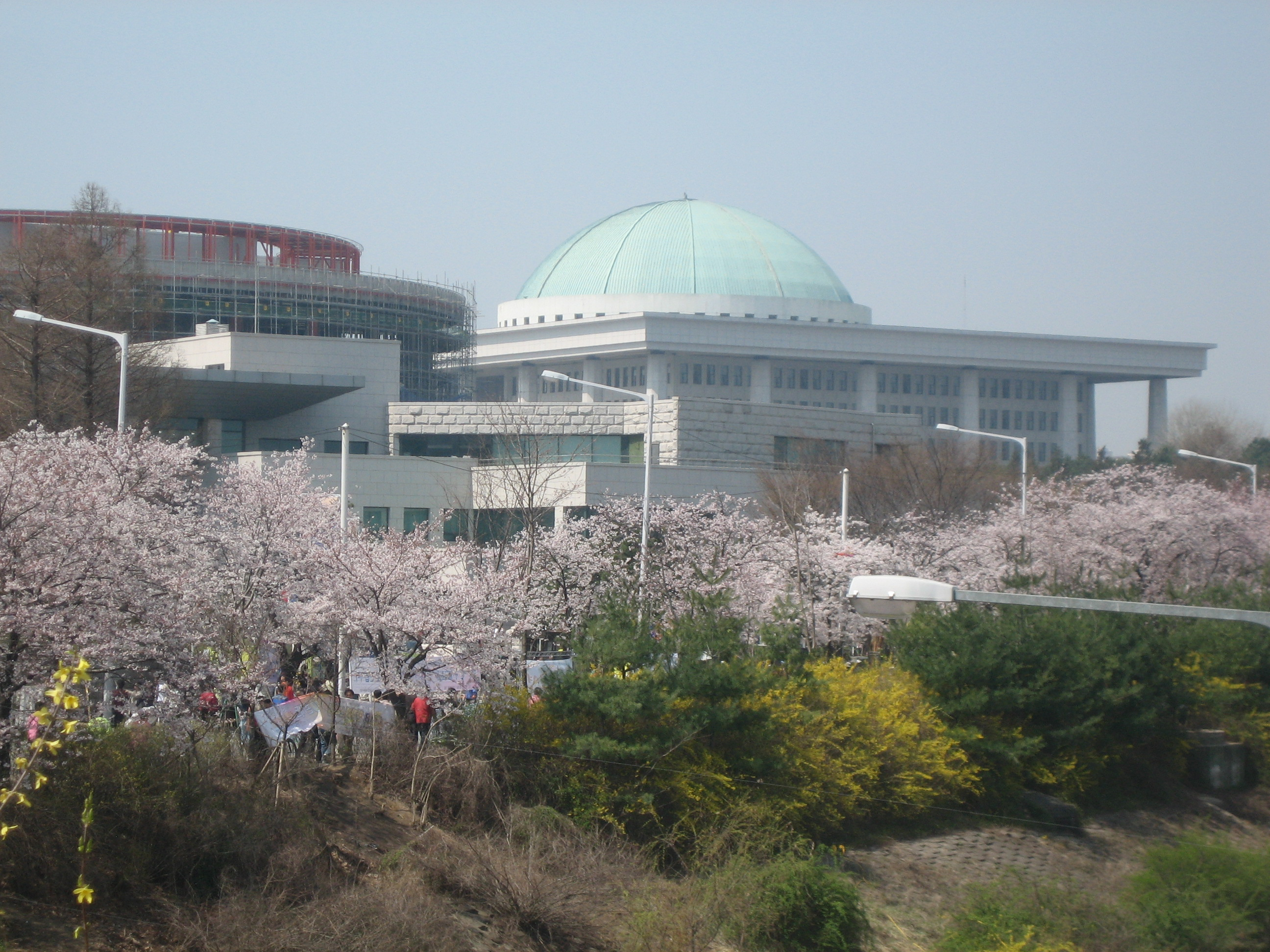
韓國國會議事堂
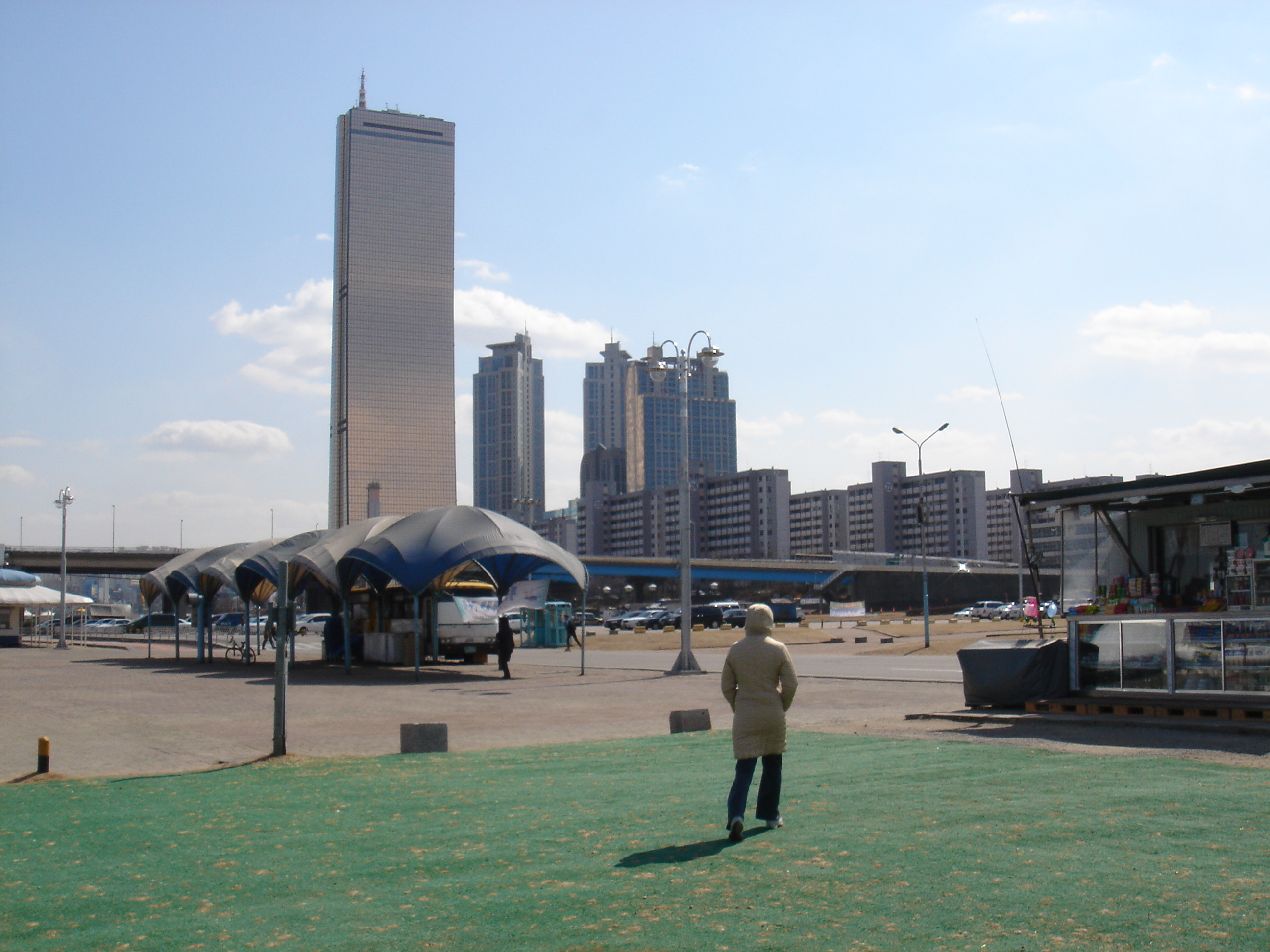
大韓生命63大廈及其周邊環境

## 外部連結
- 汝矣島 （页面存档备份，存于） （繁體中文）／汝矣島 （简体中文）－首爾觀光公社